# Reserve, New Mexico
Reserve är en by i delstaten New Mexico i USA. Reserve är administrativ huvudort i Catron County. Countyt grundades år 1921 och Reserve har varit dess administrativa huvudort från första början.
I det som idag är Reserve utkämpades år 1884 eldstriden vid Frisco mellan 19-åringen Elfego Baca och kriminella. Enligt vissa ögonvittnen var Baca redan en lagligt utsedd vicesheriff vid tidpunkten för eldstriden, men i sina memoarer skrev Baca senare att brickan som han visade var en leksaksbricka.

## Bildgalleri

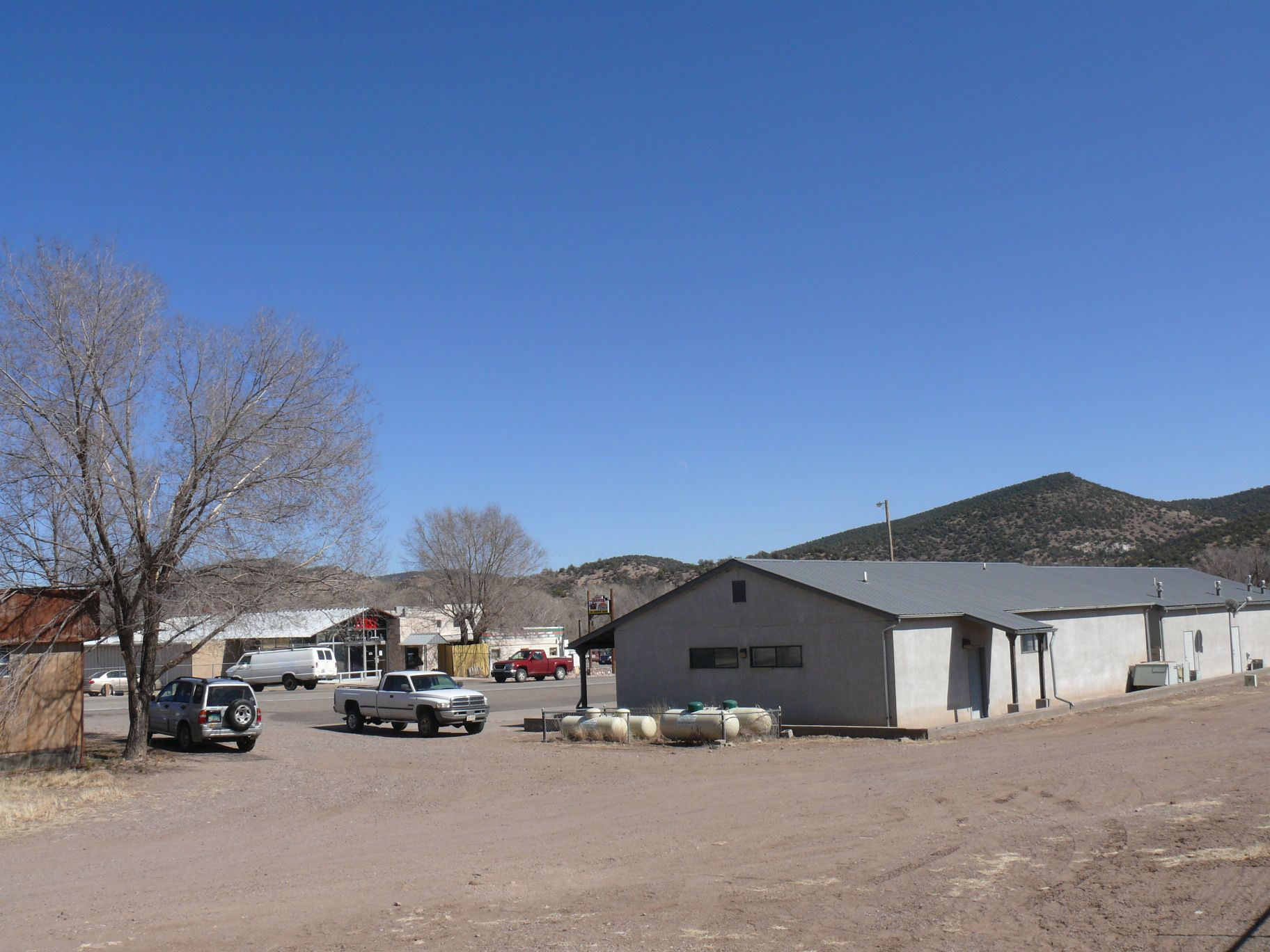
Reserves centrum
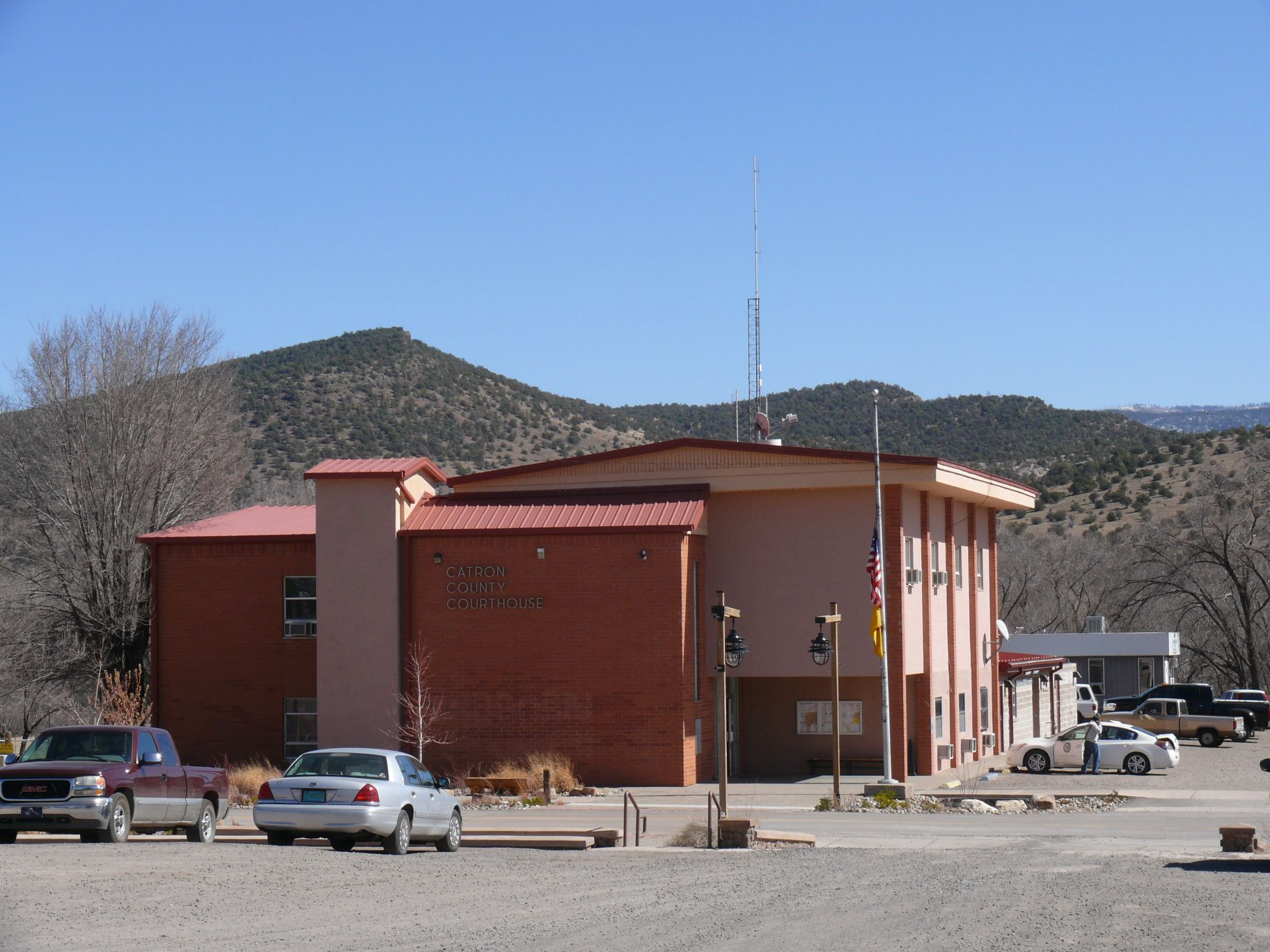
Catrin County Courthouse
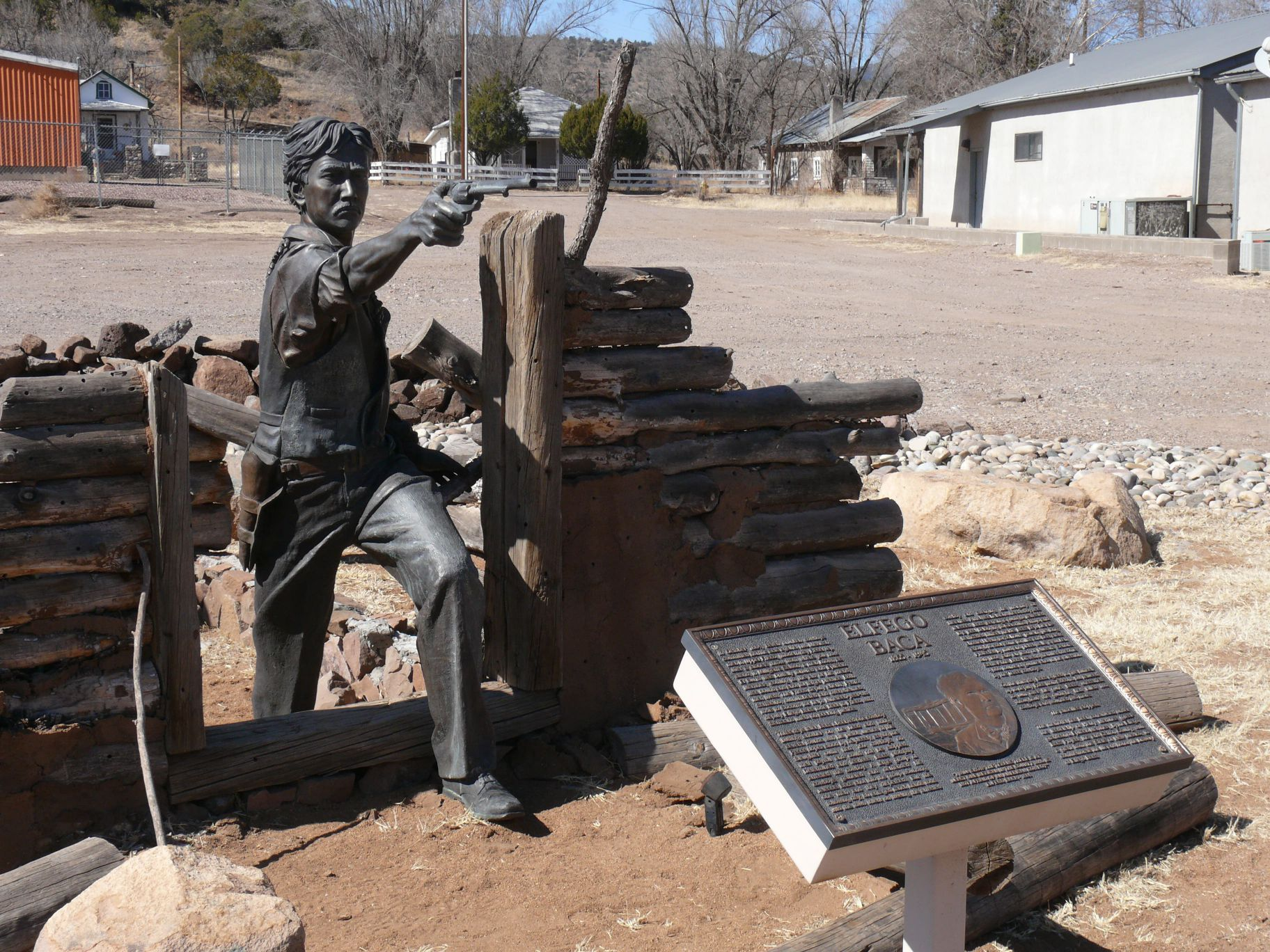
Staty över Elfego Baca
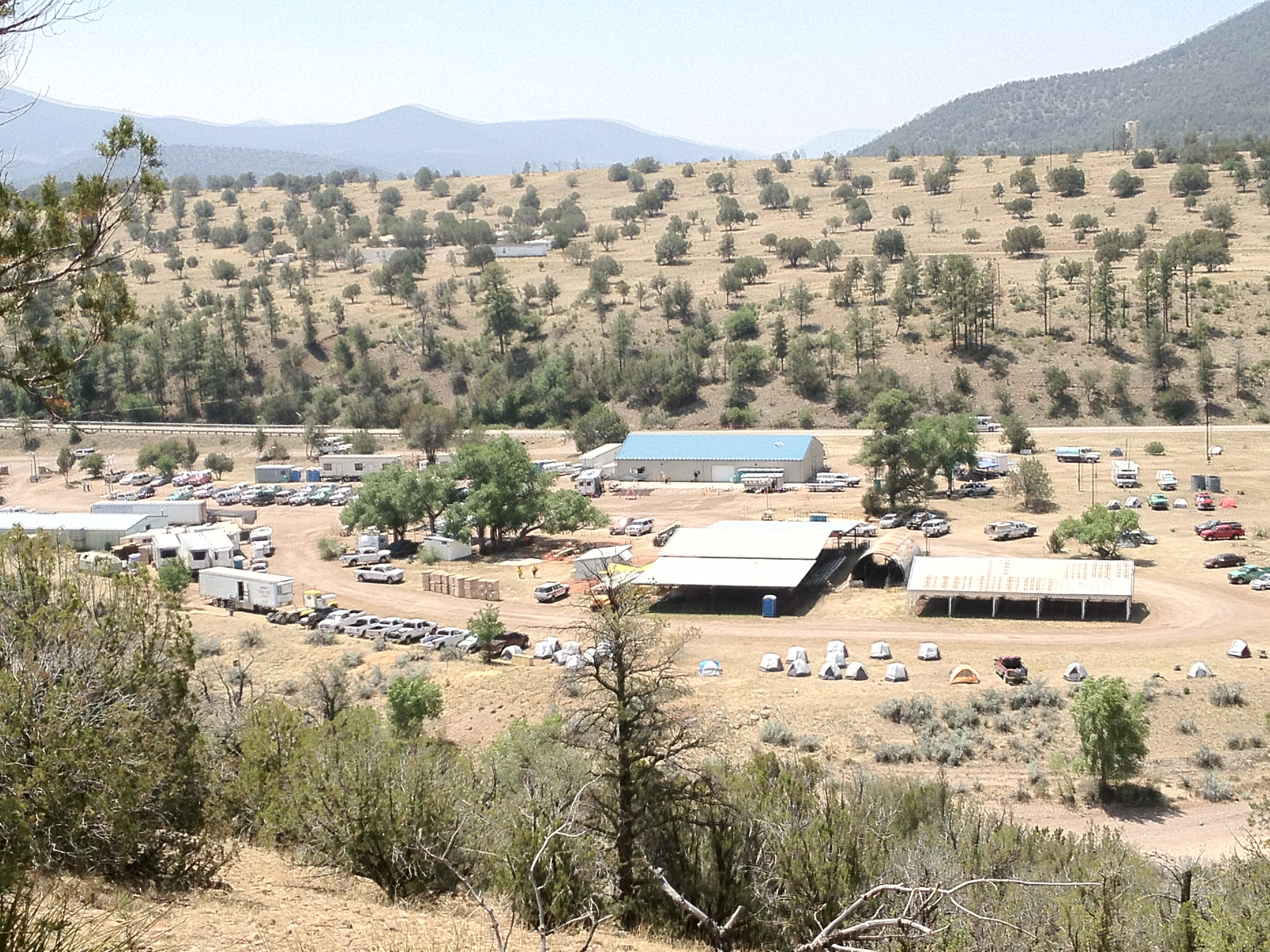
Mässområdet
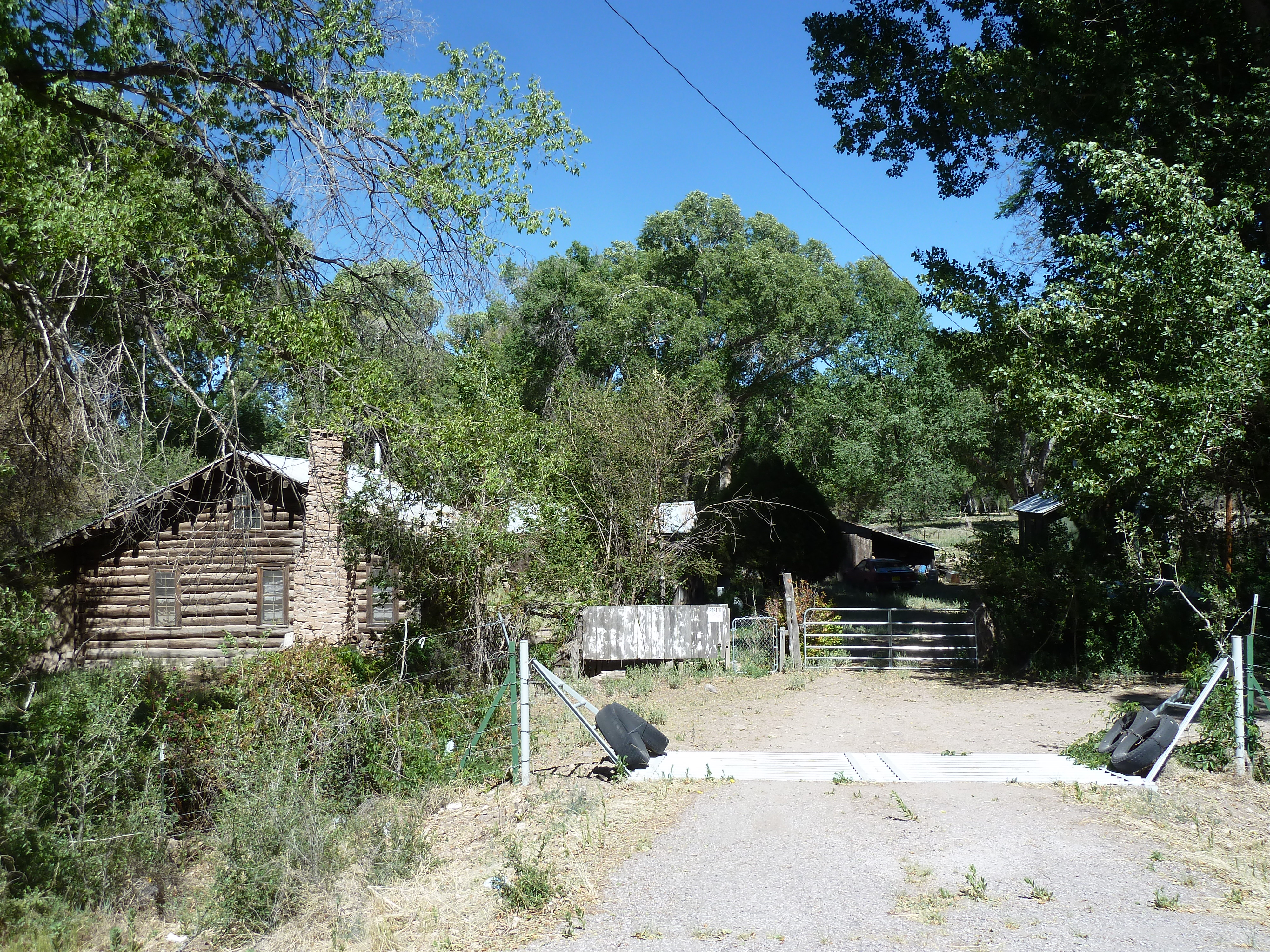
Äldre bondgård i Reserve